# Беншейх, Али
Али Беншейх (араб. علي بن شيخ‎; фр. Ali Bencheikh; 9 января 1955, Эль-Мхир, Алжир) — алжирский футболист, выступавший на позиции полузащитника за сборную Алжира и ряд клубов.

## Клубная карьера
Во взрослом футболе дебютировал в 1973 году выступлениями за команду клуба «МК Алжир», цвета которого защищал на протяжении почти всей своей карьеры, длившейся шестнадцать лет. За это время выиграл ряд национальных и международных трофеев. В сезоне 1979/80 играл за «ДНК Алжир», а в сезоне 1986/87 — за «ЖСМ Шерага».
После завершения игровой карьеры, в 1996—1997 годах тренировал «МК Алжир».

## Карьера в сборной
В 1977 году участвовал в официальных матчах в составе национальной сборной Алжира. В течение карьеры в национальной команде, которая длилась 9 лет, провёл в составе главной команды страны 25 матчей, забив 4 гола.
В составе сборной был участником чемпионата мира 1982 года в Испании. Того же года принял участие в Кубке африканских наций, на котором алжирцы заняли четвёртое место.

## Достижения
- Чемпион Алжира: 1975, 1976, 1978, 1979
- Обладатель Кубка Алжира: 1973, 1976, 1983
- Обладатель Кубка африканских чемпионов: 1976